# Centrale nucleare di Kursk
La centrale nucleare di Kursk (in russo: Курская АЭС) è una centrale nucleare russa situata presso la città di Kurčatov vicino a Kursk nell'oblast, di Kursk; è il primo impianto del sito, affiancato all'impianto di Kursk 2.
L'impianto è composto da 4 reattori in funzione per 3.700MW del modello RBMK-1000, altri 2 reattori RBMK-1000 erano previsti, ma furono cancellati (Kursk-5 nel 2012, nel frattempo era stato modificato in MKER-1000, e Kursk-6 nel 1993).